# Elena Rodriguez-Falcon
Elena Rodríguez-Falcón (Monterrey, 1972) es una ingeniera mecánica mexicana. Es la presidenta y jefa ejecutiva en el Modelo Nuevo de Tecnología e Ingeniería y socia principal de la Institución de Ingeniería y Tecnología en Reino Unido. en 2022 es nombrada Vicerrectora de The University of Wales Trinity Saint David en Gales,  Reino Unido

## Biografía
Elena Rodríguez nació en Monterrey, Nuevo León, México, en 1972. Estudió ingeniería mecánica en la Universidad Autónoma de Nuevo León en México, graduándose con honores en 1994. Posteriormente se recibió como maestra en ingeniería mecánica y relaciones industriales en la misma universidad. Para 2000, Rodríguez-Falcón obtuvo el grado de maestría en ingeniería mecánica y administración industrial en Sheffield Hallam Universidad en el Reino Unido. En 2015 obtuvo el grado de Doctorado honoris causa por la Universidad Autónoma de Nuevo León.

## Trayectoria profesional
Elena Rodríguez trabajó en el sector industrial en México desde 1993. Al principio se desempeñó como ingeniera de diseño y logística y luego como gerente de proyectos y calidad. En 2002 se unió a la Universidad de Sheffield en el Reino Unido, donde inicialmente diseñó y dirigió programas académicos de ingeniería mecánica con enfoque en negocios y empresas.
Comenzó su carrera académica enseñando planeación empresarial en varios departamentos de la Facultad de Ingeniería; sus estudiantes trabajaron con clientes para desarrollar soluciones de ingeniería que luego podrían convertirse en productos comerciales. Se produjeron y comercializaron diversos artículos diseñados durante sus curso, un ejemplo, es el guante parlante que permite comunicarse a las personas que sufrieron un derrame cerebral. También estudió las diferencias culturales en las expectativas laborales entre los estudiantes de ingeniería.
En 2011, Elena Rodríguez fue nombrada directora de educación empresarial en la Universidad de Sheffield, y en 2012 se convirtió en profesora titular. En 2014 se le nombró directora de la facultad de comunicación y relaciones externas de la Facultad de Ingeniería.
Desde 2011 hasta 2014 se desempeñó como directora de mujeres en ingeniería. En esta función difundió la necesidad de más mujeres incursionaran en las carreras de ingeniería y cómo podría lograrse. Por su trabajo en este campo, en 2014 se le reconoció con el premio Mujeres en la Ciencia e Ingeniería.
En enero de 2018, dejó Sheffield para unirse al proyecto Modelo Nuevo en Tecnología e Ingeniería en la Universidad de Hereford bajo el cargo de directora académica, y sosteniendo también un cargo distinguido en educación de ingeniería.

## Reconocimientos
2007 - Socio Principal de la Real Academia de Ingeniería.
2007 - Reconocimiento Académica más inspiradora en la Universidad de Sheffield.
2014 - Premio Women into Science and Engineering.
2015 - Doctorado de ingeniería honoris causa por su alma mater, la Universidad Autónoma de Nuevo León en México.
2019 - Reconocimiento como socia de la Institución de Ingeniería y Tecnología en Reino Unido.
2020 - Mujer del Año en Tecnología por FDM Everywoman.
2020 - Premio Trayectoria del Año 2020 por Equal Engineers y la Royal Academy of Engineering de Reino Unido.
2020 - Reconocimiento Mexicana Distinguida en Reino Unido, Embajada de México en Londres.

## Vida personal
Es abiertamente lesbiana. Realiza activismo en favor de los científicos LGBT a fin de visibilizarlos y evitar actitudes de homofobia y discriminación basada en la orientación sexual dentro del mundo académico y de la ciencia.